# Список птахів Бутану
Це перелік видів птахів, зафіксованих на території Бутану. Авіфауна Бутану налічує загалом 734 видів, з яких 1 був інтродукований людьми.

## Позначки
Наступні теги використані для виділення деяких категорій птахів.
- (А) Випадковий — вид, який рідко або випадково трапляється в Бутані
- (I) Інтродукований — вид, завезений до Бутану як наслідок, прямих чи непрямих дій людських дій

## Гусеподібні(Anseriformes)
Родина: Качкові (Anatidae)
- Свистач рудий, Dendrocygna bicolor (A)
- Свистач індійський, Dendrocygna javanica (A)
- Гуска гірська, Anser indicus
- Гуска сіра, Anser anser
- Гуска білолоба, Anser albifrons (A)
- Огар рудий, Tadorna ferruginea
- Галагаз євразійський, Tadorna tadorna
- Мандаринка, Aix galericulata (A)
- Чирянка-квоктун, Sibirionetta formosa (A)
- Чирянка велика, Spatula querquedula
- Широконіска північна, Spatula clypeata
- Нерозень, Mareca strepera
- Качка далекосхідна, Mareca falcata (A)
- Свищ євразійський, Mareca penelope
- Крижень чорний, Anas poecilorhyncha
- Крижень китайський, Anas zonorhyncha (A)
- Крижень звичайний, Anas platyrhynchos
- Шилохвіст північний, Anas acuta
- Чирянка мала, Anas crecca
- Чернь червонодзьоба, Netta rufina
- Попелюх звичайний, Aythya ferina
- Чернь білоока, Aythya nyroca
- Чернь зеленоголова, Aythya baeri (A)
- Чернь чубата, Aythya fuligula
- Гоголь зеленоголовий, Bucephala clangula (A)
- Крех великий, Mergus merganser

## Куроподібні(Galliformes)
Родина: Фазанові (Phasianidae)
- Куріпка чагарникова, Arborophila torqueola
- Куріпка рудогруда, Arborophila mandellii
- Куріпка непальська, Arborophila rufogularis
- Павич звичайний, Pavo cristatus
- Віялохвіст сірий, Polyplectron bicalcaratum
- Перепілка японська, Coturnix japonica
- Перепілка звичайна, Coturnix coturnix
- Улар тибетський, Tetraogallus tibetanus
- Турач, Francolinus francolinus
- Курка банківська, Gallus gallus
- Ітагін, Ithaginis cruentus
- Монал гімалайський, Lophophorus impejanus
- Куріпка сніжна, Lerwa lerwa
- Трагопан-сатир, Tragopan satyra
- Трагопан сірогрудий, Tragopan blythii
- Лофур непальський, Lophura leucomelanos
- Куріпка тибетська, Perdix hodgsoniae

## Пірникозоподібні(Podicipediformes)
Родина: Пірникозові (Podicipedidae)
- Пірникоза мала, Tachybaptus ruficollis (A)
- Пірникоза сірощока, Podiceps grisegena (A)
- Пірникоза велика, Podiceps cristatus
- Пірникоза чорношия, Podiceps nigricollis (A)

## Голубоподібні(Columbiformes)
Родина: Голубові (Columbidae)
- Голуб сизий, Columba livia
- Голуб скельний, Columba rupestris
- Голуб білоспинний, Columba leuconota
- Columba hodgsonii(інші мови)
- Голуб непальський, Columba pulchricollis
- Горлиця велика, Streptopelia orientalis
- Горлиця садова, Streptopelia decaocto
- Streptopelia tranquebarica(інші мови)
- Горлиця китайська, Spilopelia chinensis
- Горлиця мала, Streptopelia senegalensis
- Горлиця смугастохвоста, Macropygia unchall
- Chalcophaps indica(інші мови)
- Вінаго зеленолобий, Treron bicinctus
- Вінаго світлоголовий, Treron phayrei
- Вінаго індокитайський, Treron curvirostra
- Вінаго жовтошиїй, Treron phoenicopterus
- Вінаго гострохвостий, Treron apicauda
- Вінаго клинохвостий, Treron sphenurus
- Пінон малазійський, Ducula aenea
- Пінон гірський, Ducula badia

## Зозулеподібні(Cuculiformes)
Родина: Зозулеві (Cuculidae)
- Коукал рудокрилий, Centropus sinensis
- Коукал малий, Centropus bengalensis
- Кокиль, Phaenicophaeus tristis
- Зозуля каштановокрила, Clamator coromandus
- Зозуля строката, Clamator jacobinus (A)
- Eudynamys scolopacea
- Дідрик смарагдовий, Chrysococcyx maculatus
- Дідрик фіолетовий, Chrysococcyx xanthorhynchus
- Кукавка смугаста, Cacomantis sonneratii
- Кукавка сіровола, Cacomantis merulinus
- Кукавка мала, Cacomantis passerinus
- Зозуля-дронго вилохвоста, Surniculus dicruroides
- Зозуля-дронго азійська, Surniculus lugubris
- Зозуля велика, Hierococcyx sparverioides
- Зозуля білогорла, Hierococcyx varius
- Зозуля індокитайська, Hierococcyx nisicolor
- Зозуля мала, Cuculus poliocephalus
- Зозуля короткокрила, Cuculus micropterus
- Зозуля глуха, Cuculus saturatus
- Зозуля звичайна, Cuculus canorus

## Дрімлюгоподібні(Caprimulgiformes)
Родина: Білоногові (Podargidae)
- Корнудо довгохвостий, Batrachostomus hodgsoni

Родина: Дрімлюгові (Caprimulgidae)
- Дрімлюга маньчжурський, Caprimulgus jotaka
- Дрімлюга великохвостий, Caprimulgus macrurus
- Дрімлюга савановий, Caprimulgus affinis

## Серпокрильцеподібні(Apodiformes)
Родина: Серпокрильцеві (Apodidae)
- Голкохвіст індійський, Zoonavena sylvatica (A)
- Колючохвіст білогорлий, Hirundapus caudacutus
- Салангана гімалайська, Aerodramus brevirostris
- Серпокрилець білочеревий, Apus melba
- Серпокрилець чорний, Apus apus (A)
- Серпокрилець канарський, Apus unicolor (A)
- Серпокрилець сибірський, Apus pacificus (S)
- Серпокрилець тибетський, Apus salimalii (A)
- Серпокрилець асамський, Apus leuconyx
- Серпокрилець гімалайський, Apus acuticauda
- Серпокрилець непальський, Apus nipalensis
- Серпокрилець південноазійський, Cypsiurus balasiensis

Родина: Клехові (Hemiprocnidae)
- Клехо індійський, Hemiprocne coronata

## Журавлеподібні(Gruiformes)
Родина: Пастушкові (Rallidae)
- Пастушок рудоголовий, Lewinia striata
- Курочка водяна, Gallinula chloropus (A)
- Лиска звичайна, Fulica atra
- Султанка сіроголова, Porphyrio poliocephalus (A)
- Курочка рогата, Gallicrex cinerea (A)
- Багновик білогрудий, Amaurornis phoenicurus
- Погонич індійський, Zapornia fusca
- Багновик чорнохвостий, Zapornia bicolor

Родина: Журавлеві (Gruidae)
- Журавель степовий, Anthropoides virgo (A)
- Журавель сірий, Grus grus (A)
- Журавель чорний, Grus monacha (A)
- Журавель чорношиїй, Grus nigricollis

## Сивкоподібні(Charadriiformes)
Родина: Лежневі (Burhinidae)
- Лежень індійський, Burhinus indicus
- Burhinus recurvirostris (A)

Родина: Чоботарові (Recurvirostridae)
- Кулик-довгоніг чорнокрилий, Himantopus himantopus
- Чоботар, Recurvirostra avosetta

Родина: Серподзьобові (Ibidorhynchidae)
- Серподзьоб, Ibidorhyncha struthersii

Родина: Сивкові (Charadriidae)
- Сивка бурокрила, Pluvialis fulva (A)
- Чайка, Vanellus vanellus
- Чайка річкова, Vanellus duvaucelii
- Чайка малабарська, Vanellus malabaricus (A)
- Чайка сіра, Vanellus cinereus (A)
- Чайка індійська, Vanellus indicus
- Пісочник монгольський, Charadrius mongolus
- Пісочник морський, Charadrius alexandrinus (A)
- Пісочник усурійський, Charadrius placidus
- Пісочник малий, Charadrius dubius

Родина: Мальованцеві (Rostratulidae)
- Мальованець афро-азійський, Rostratula benghalensis (A)

Родина: Яканові (Jacanidae)
- Якана білоброва, Metopidius indicus (A)

Родина: Баранцеві (Scolopacidae)
- Кульон середній, Numenius phaeopus
- Кульон великий, Numenius arquata (A)
- Брижач, Calidris pugnax (A)
- Побережник гострохвостий, Calidris acuminata (A)
- Побережник червоногрудий, Calidris ferruginea (A)
- Побережник білохвостий, Calidris temminckii
- Побережник малий, Calidris minuta (A)
- Баранець малий, Lymnocryptes minimus (A)
- Слуква, Scolopax rusticola
- Баранець-самітник, Gallinago solitaria
- Баранець гімалайський, Gallinago nemoricola
- Баранець звичайний, Gallinago gallinago
- Баранець азійський, Gallinago stenura
- Плавунець круглодзьобий, Phalaropus lobatus (A)
- Набережник, Actitis hypoleucos
- Коловодник лісовий, Tringa ochropus
- Коловодник чорний, Tringa erythropus (A)
- Коловодник великий, Tringa nebularia
- Коловодник болотяний, Tringa glareola (A)
- Коловодник звичайний, Tringa totanus

Родина: Триперсткові (Turnicidae)
- Триперстка жовтонога, Turnix tanki
- Триперстка смугаста, Turnix suscitator

Родина: Дерихвостові (Glareolidae)
- Дерихвіст забайкальський, Glareola maldivarum (A)
- Дерихвіст малий, Glareola lactea

Родина: Мартинові (Laridae)
- Мартин тонкодзьобий, Chroicocephalus genei (A)
- Мартин звичайний, Chroicocephalus ridibundus (A)
- Мартин буроголовий, Chroicocephalus brunnicephalus
- Мартин каспійський, Ichthyaetus ichthyaetus
- Мартин сизий, Larus canus (A)
- Мартин чорнокрилий, Larus fuscus (A)
- Крячок малий, Sternula albifrons (A)
- Крячок білощокий, Chlidonias hybrida (A)
- Крячок річковий, Sterna hirundo (A)
- Крячок індійський, Sterna aurantia (A)

## Лелекоподібні(Ciconiiformes)
Родина: Лелекові (Ciconiidae)
- Лелека-молюскоїд індійський, Anastomus oscitans (A)
- Лелека чорний, Ciconia nigra
- Лелека білошиїй, Ciconia episcopus
- Марабу яванський, Leptoptilos javanicus (A)
- Марабу індійський, Leptoptilos dubius (A)

## Сулоподібні(Suliformes)
Родина: Бакланові (Phalacrocoracidae)
- Баклан яванський, Microcarbo niger
- Баклан великий, Phalacrocorax carbo
- Баклан індійський, Phalacrocorax fuscicollis (A)

## Пеліканоподібні(Pelecaniformes)
Родина: Чаплеві (Ardeidae)
- Бугайчик рудий, Ixobrychus cinnamomeus (A)
- Чапля сіра, Ardea cinerea
- Чапля білочерева, Ardea insignis
- Чепура велика, Ardea alba
- Чепура середня, Ardea intermedia
- Чепура мала, Egretta garzetta
- Чапля єгипетська, Bubulcus ibis
- Чапля індійська, Ardeola grayii
- Чапля китайська, Ardeola bacchus (A)
- Чапля мангрова, Butorides striata
- Квак, Nycticorax nycticorax

Родина: Ібісові (Threskiornithidae)
- Ібіс індійський, Pseudibis papillosa (A)

## Яструбоподібні(Accipitriformes)
Родина: Скопові (Pandionidae)
- Скопа, Pandion haliaetus

Родина: Яструбові (Accipitridae)
- Шуліка чорноплечий, Elanus caeruleus (A)
- Ягнятник, Gypaetus barbatus
- Осоїд чубатий, Pernis ptilorhynchus
- Шуляк азійський, Aviceda jerdoni (A)
- Шуляк чорний, Aviceda leuphotes (A)
- Sarcogyps calvus(інші мови)
- Гриф чорний, Aegypius monachus (A)
- Сип бенгальський, Gyps bengalensis
- Кумай, Gyps himalayensis
- Сип білоголовий, Gyps fulvus (A)
- Змієїд чубатий, Spilornis cheela
- Змієїд, Circaetus gallicus (A)
- Орел-чубань гірський, Nisaetus nipalensis
- Орел-карлик індійський, Lophotriorchis kienerii
- Орел чорний, Ictinaetus malaiensis
- Підорлик великий, Clanga clanga
- Орел-карлик, Hieraaetus pennatus
- Орел степовий, Aquila nipalensis
- Орел-могильник, Aquila heliaca (A)
- Беркут, Aquila chrysaetos
- Орел-карлик яструбиний, Aquila fasciata
- Лунь очеретяний, Circus aeruginosus (A)
- Лунь польовий, Circus cyaneus
- Circus melanoleucos(інші мови) (A)
- Яструб чубатий, Accipiter trivirgatus
- Яструб туркестанський, Accipiter badius
- Яструб яванський, Accipiter virgatus
- Яструб малий, Accipiter nisus
- Яструб великий, Accipiter gentilis
- Шуліка чорний, Milvus migrans
- Шуліка королівський, Haliastur indus
- Орлан-білохвіст, Haliaeetus albicilla
- Орлан-довгохвіст, Haliaeetus leucoryphus
- Орлан-рибалка малий, Icthyophaga humilis
- Канюк звичайний, Buteo buteo
- Buteo burmanicus(інші мови)
- Buteo japonicus(інші мови) (A)
- Канюк степовий, Buteo rufinus
- Канюк монгольський, Buteo hemilasius

## Совоподібні(Strigiformes)
Родина: Сипухові (Tytonidae)
- Сипуха, Tyto alba (A)
- Лехуза вухата, Phodilus badius (A)

Родина: Совові (Strigidae)
- Сплюшка гірська, Otus spilocephalus
- Сплюшка бангладеська, Otus lettia
- Сплюшка східноазійська, Otus sunia
- Пугач непальський, Bubo nipalensis
- Пугач-рибоїд рудий, Ketupa flavipes
- Сичик-горобець малий, Taenioptynx brodiei
- Сичик-горобець азійський, Glaucidium cuculoides
- Сичик-горобець індійський, Glaucidium radiatum
- Сич брамінський, Athene brama
- Сич хатній, Athene noctua (A)
- Сова бура, Strix leptogrammica
- Сова сіра, Strix aluco
- Сова гімалайська, Strix nivicolum
- Сова вухата, Asio otus (A)
- Сова болотяна, Asio flammeus (A)
- Сич волохатий, Aegolius funereus (A)
- Сова-голконіг далекосхідна, Ninox scutulata

## Трогоноподібні(Trogoniformes)
Родина: Трогонові (Trogonidae)
- Трогон червоноголовий, Harpactes erythrocephalus
- Трогон рожевохвостий, Harpactes wardi

## Bucerotiformes
Родина: Одудові (Upupidae)
- Одуд, Upupa epops

Родина: Птахи-носороги (Bucerotidae)
- Гомрай дворогий, Buceros bicornis
- Птах-носоріг малабарський, Anthracoceros albirostris
- Калао непальський, Aceros nipalensis
- Калао смугастодзьобий, Rhyticeros undulatus

## Сиворакшоподібні(Coraciiformes)
Родина: Рибалочкові (Alcedinidae)
- Рибалочка-геркулес, Alcedo hercules
- Рибалочка блакитний, Alcedo atthis
- Рибалочка-крихітка трипалий, Ceyx erithaca
- Гуріал смарагдовокрилий, Pelargopsis capensis
- Альціон вогнистий, Halcyon coromanda
- Альціон білогрудий, Halcyon smyrnensis
- Альціон чорноголовий, Halcyon pileata (A)
- Рибалочка-чубань азійський, Megaceryle lugubris
- Рибалочка строкатий, Ceryle rudis

Родина: Бджолоїдкові (Meropidae)
- Бджолоїдка велика, Nyctyornis athertoni
- Бджолоїдка мала, Merops orientalis
- Бджолоїдка синьохвоста, Merops philippinus (A)
- Бджолоїдка індійська, Merops leschenaulti

Родина: Сиворакшові (Coraciidae)
- Сиворакша бенгальська, Coracias benghalensis
- Сиворакша індокитайська, Coracias affinis
- Широкорот східний, Eurystomus orientalis

## Дятлоподібні(Piciformes)
Родина: Бородастикові (Megalaimidae)
- Бородастик червоноголовий, Psilopogon haemacephalus
- Бородастик малазійський, Psilopogon duvaucelii
- Бородастик великий, Psilopogon virens
- Бородастик смугастий, Psilopogon lineatus
- Бородастик золотогорлий, Psilopogon franklinii
- Бородастик блакитнощокий, Psilopogon asiaticus

Родина: Воскоїдові (Indicatoridae)
- Воскоїд гімалайський, Indicator xanthonotus

Родина: Дятлові (Picidae)
- Крутиголовка, Jynx torquilla
- Добаш індійський, Picumnus innominatus
- Добаш білобровий, Sasia ochracea
- Дятел рудоголовий, Yungipicus nanus (A)
- Дятел сіролобий, Yungipicus canicapillus
- Dendrocopos hyperythrus(інші мови)
- Dendrocopos macei(інші мови)
- Dendrocopos darjellensis(інші мови)
- Dryobates cathpharius(інші мови)
- Древняк смугастий, Blythipicus pyrrhotis
- Дзьобак індокитайський, Chrysocolaptes guttacristatus
- Ятла руда, Micropternus brachyurus
- Дзекіль світлоголовий, Gecinulus grantia
- Дзьобак гімалайський, Dinopium shorii
- Дзьобак чорногузий, Dinopium benghalense (A)
- Жовна мала, Picus chlorolophus
- Picus xanthopygaeus(інші мови)
- Жовна сива, Picus canus
- Жовна жовтогорла, Chrysophlegma flavinucha
- Торомба велика, Mulleripicus pulverulentus

## Соколоподібні(Falconiformes)
Родина: Соколові (Falconidae)
- Сокіл-карлик червононогий, Microhierax caerulescens
- Сокіл-карлик строкатий, Microhierax melanoleucos
- Боривітер звичайний, Falco tinnunculus
- Турумті, Falco chicquera (A)
- Кібчик амурський, Falco amurensis
- Підсоколик малий, Falco columbarius (A)
- Підсоколик великий, Falco subbuteo
- Підсоколик східний, Falco severus
- Сапсан, Falco peregrinus

## Папугоподібні(Psittaciformes)
Родина: Psittaculidae
- Папуга індійський, Psittacula eupatria
- Папуга Крамера, Psittacula krameri (I)
- Папужець гімалайський, Psittacula himalayana
- Папуга сіроголовий, Psittacula finschii (A)
- Папужець фіолетовоголовий, Psittacula cyanocephala (A)
- Папужець рожевоголовий, Psittacula roseata
- Папужець рожевоволий, Psittacula alexandri

## Горобцеподібні(Passeriformes)
Родина: Рогодзьобові (Eurylaimidae)
- Рогодзьоб довгохвостий, Psarisomus dalhousiae
- Рогодзьоб синьокрилий, Serilophus lunatus

Родина: Пітові (Pittidae)
- Піта непальська, Hydrornis nipalensis
- Піта короткохвоста, Pitta brachyura (A)
- Піта чорноголова, Pitta sordida

Родина: Личинкоїдові (Campephagidae)
- Личинкоїд малий, Pericrocotus cinnamomeus
- Личинкоїд сірощокий, Pericrocotus solaris
- Личинкоїд короткодзьобий, Pericrocotus brevirostris
- Личинкоїд китайський, Pericrocotus ethologus
- Личинкоїд пломенистий, Pericrocotus speciosus
- Личинкоїд рожевий, Pericrocotus roseus
- Шикачик великий, Coracina macei
- Шикачик чорнокрилий, Lalage melaschistos

Родина: Віреонові (Vireonidae)
- Янчик чорноголовий, Pteruthius rufiventer
- Янчик рододендровий, Pteruthius aeralatus
- Янчик оливковий, Pteruthius xanthochlorus
- Янчик рудогорлий, Pteruthius melanotis
- Югина зеленоспинна, Erpornis zantholeuca

Родина: Вивільгові (Oriolidae)
- Вивільга індійська, Oriolus kundoo
- Вивільга чорноголова, Oriolus chinensis (A)
- Вивільга тонкодзьоба, Oriolus tenuirostris
- Вивільга східна, Oriolus xanthornus
- Вивільга червона, Oriolus traillii

Родина: Ланграйнові (Artamidae)
- Ланграйн пальмовий, Artamus fuscus

Родина: Вангові (Vangidae)
- Ванговець великий, Tephrodornis virgatus
- Ванговець малий, Tephrodornis pondicerianus
- Личинколюб білокрилий, Hemipus picatus

Родина: Йорові (Aegithinidae)
- Йора чорнокрила, Aegithina tiphia

Родина: Віялохвісткові (Rhipiduridae)
- Віялохвістка білогорла, Rhipidura albicollis

Родина: Дронгові (Dicruridae)
- Дронго чорний, Dicrurus macrocercus
- Дронго сірий, Dicrurus leucophaeus
- Дронго великодзьобий, Dicrurus annectens
- Дронго бронзовий, Dicrurus aeneus
- Дронго малий, Dicrurus remifer
- Дронго лірохвостий, Dicrurus hottentottus
- Дронго великий, Dicrurus paradiseus

Родина: Монархові (Monarchidae)
- Монаршик гіацинтовий, Hypothymis azurea
- Terpsiphone affinis
- Монарх-довгохвіст азійський, Terpsiphone paradisi

Родина: Сорокопудові (Laniidae)
- Сорокопуд сибірський, Lanius cristatus
- Сорокопуд індійський, Lanius vittatus (A)
- Сорокопуд довгохвостий, Lanius schach
- Сорокопуд тибетський, Lanius tephronotus

Родина: Воронові (Corvidae)
- Сойка, Garrulus glandarius
- Кіта жовтодзьоба, Urocissa flavirostris
- Циса зелена, Cissa chinensis
- Вагабунда світлокрила, Dendrocitta vagabunda
- Вагабунда сіровола, Dendrocitta formosae
- Вагабунда маскова, Dendrocitta frontalis
- Сорока тибетська, Pica bottanensis
- Сорока усурійська, Pica serica
- Горіхівка, Nucifraga caryocatactes
- Галка червонодзьоба, Pyrrhocorax pyrrhocorax
- Галка альпійська, Pyrrhocorax graculus
- Ворона індійська, Corvus splendens
- Ворона великодзьоба, Corvus macrorhynchos
- Ворона джунглева, Corvus levaillantii
- Крук, Corvus corax

Родина: Stenostiridae
- Віялохвістка жовточерева, Chelidorhynx hypoxanthus
- Канарниця сіроголова, Culicicapa ceylonensis

Родина: Синицеві (Paridae)
- Ремез вогнистоголовий, Cephalopyrus flammiceps
- Синиця оливкова, Sylviparus modestus
- Синиця золоточуба, Melanochlora sultanea
- Синиця чорна, Periparus ater
- Синиця рудогуза, Periparus rubidiventris
- Синиця сірочуба, Lophophanes dichrous
- Синиця зеленоспинна, Parus monticolus
- Синиця південноазійська, Parus cinereus
- Синиця далекосхідна, Parus minor
- Синиця королівська, Parus spilonotus

Родина: Жайворонкові (Alaudidae)
- Фірлюк великодзьобий, Mirafra assamica
- Жайворонок рогатий, Eremophila alpestris (A)
- Жайворонок малий, Calandrella brachydactyla (A)
- Жайворонок тонкодзьобий, Calandrella acutirostris (A)
- Жайворонок крихітний, Alaudala raytal
- Жайворонок індійський, Alauda gulgula

Родина: Тамікові (Cisticolidae)
- Кравчик довгохвостий, Orthotomus sutorius
- Принія гірська, Prinia crinigera
- Принія чорногорла, Prinia atrogularis
- Принія сіроголова, Prinia cinereocapilla
- Принія руда, Prinia rufescens
- Принія попеляста, Prinia hodgsonii
- Принія джунглева, Prinia sylvatica
- Принія жовточерева, Prinia flaviventris
- Принія рудочерева, Prinia socialis
- Принія вохристобока, Prinia inornata

Родина: Очеретянкові (Acrocephalidae)
- Очеретянка товстодзьоба, Arundinax aedon
- Берестянка мала, Iduna caligata (A)
- Очеретянка садова, Acrocephalus dumetorum
- Очеретянка південна, Acrocephalus stentoreus

Родина: Кобилочкові (Locustellidae)
- Матата болотяна, Megalurus palustris (A)
- Куцокрил бурий, Locustella luteoventris
- Куцокрил малий, Locustella thoracica
- Куцокрил іржастий, Locustella mandelli (A)

Родина: Pnoepygidae
- Тимелія-куцохвіст велика, Pnoepyga albiventer
- Тимелія-куцохвіст мала, Pnoepyga pusilla

Родина: Ластівкові (Hirundinidae)
- Ластівка сіровола, Riparia chinensis
- Ластівка берегова, Riparia riparia
- Ластівка бліда, Riparia diluta
- Ластівка скельна, Ptyonoprogne rupestris
- Ластівка сільська, Hirundo rustica
- Ластівка даурська, Cecropis daurica
- Ластівка азійська, Delichon dasypus
- Ластівка непальська, Delichon nipalensis

Родина: Бюльбюлеві (Pycnonotidae)
- Бюльбюль чорночубий, Rubigula flaviventris
- Бюльбюль строкатий, Alcurus striatus
- Бюльбюль червоночубий, Pycnonotus cafer
- Бюльбюль червоногузий, Pycnonotus jocosus
- Бюльбюль білощокий, Pycnonotus leucogenys
- Бюльбюль-бородань білолобий, Alophoixus flaveolus
- Горована гімалайська, Hypsipetes leucocephalus
- Оливник попелястий, Hemixos flavala
- Оливник гірський, Ixos mcclellandii

Родина: Вівчарикові (Phylloscopidae)
- Вівчарик сірогорлий, Phylloscopus maculipennis
- Вівчарик золотосмугий, Phylloscopus pulcher
- Вівчарик лісовий, Phylloscopus inornatus
- Вівчарик алтайський, Phylloscopus humei
- Вівчарик золотомушковий, Phylloscopus proregulus
- Вівчарик гімалайський, Phylloscopus affinis
- Вівчарик бурий, Phylloscopus fuscatus
- Вівчарик темний, Phylloscopus fuligiventer
- Вівчарик-ковалик, Phylloscopus collybita (A)
- Скриточуб гімалайський, Phylloscopus intermedius
- Скриточуб сірощокий, Phylloscopus poliogenys
- Скриточуб гірський, Phylloscopus burkii
- Скриточуб-свистун, Phylloscopus whistleri
- Вівчарик зелений, Phylloscopus trochiloides
- Вівчарик довгодзьобий, Phylloscopus magnirostris
- Скриточуб іржастоголовий, Phylloscopus castaniceps
- Вівчарик чорнобровий, Phylloscopus cantator
- Вівчарик рододендровий, Phylloscopus reguloides
- Скриточуб смугоголовий, Phylloscopus xanthoschistos

Родина: Вертункові (Scotocercidae)
- Очеретянка світлонога, Urosphena pallidipes
- Тезія жовтоброва, Tesia cyaniventer
- Тезія золотоголова, Tesia olivea
- Очеретянка рудолоба, Cettia major
- Очеретянка рудоголова, Cettia brunnifrons
- Тезія червоноголова, Cettia castaneocoronata
- Війчик білобровий, Abroscopus superciliaris
- Війчик рудощокий, Abroscopus albogularis
- Війчик чорнощокий, Abroscopus schisticeps
- Кравчик гірський, Phyllergates cucullatus
- Скриточуб рудоголовий, Tickellia hodgsoni
- Очеретянка вохриста, Horornis fortipes
- Широкохвістка гімалайська, Horornis brunnescens
- Очеретянка непальська, Horornis flavolivaceus

Родина: Довгохвостосиницеві (Aegithalidae)
- Ополовник рудоголовий, Aegithalos concinnus
- Ополовник рудощокий, Aegithalos iouschistos

Родина: Кропив'янкові (Sylviidae)
- Кропив'янка прудка, Sylvia curruca

Родина: Суторові (Paradoxornithidae)
- Тимелія вогнехвоста, Myzornis pyrrhoura
- Фульвета золотиста, Lioparus chrysotis
- Тимелія лучна, Chrysomma altirostre
- Фульвета бутанська, Fulvetta ludlowi
- Фульвета білоброва, Fulvetta vinipectus
- Сутора велика, Conostoma aemodium
- Сутора бронзова, Cholornis unicolor
- Сутора чорноборода, Psittiparus gularis
- Сутора руда, Psittiparus ruficeps
- Сутора білогорла, Chleuasicus atrosuperciliaris
- Сутора бамбукова, Suthora fulvifrons
- Сутора сірощока, Suthora nipalensis

Родина: Окулярникові (Zosteropidae)
- Стафіда східна, Staphida castaniceps
- Югина асамська, Yuhina bakeri
- Югина вусата, Yuhina flavicollis
- Югина темнокрила, Yuhina gularis
- Югина рудочерева, Yuhina occipitalis
- Югина мала, Yuhina nigrimenta
- Окулярник південний, Zosterops palpebrosus

Родина: Тимелієві (Timaliidae)
- Тимелія червоноголова, Timalia pileata (A)
- Синчівка жовточерева, Mixornis gularis
- Тимелія-темнодзьоб золотиста, Cyanoderma chrysaeum
- Тимелія-темнодзьоб рудоголова, Cyanoderma ruficeps
- Cyanoderma ambiguum
- Баблер-рихталик непальський, Spelaeornis caudatus
- Баблер-рихталик смугастокрилий, Spelaeornis troglodytoides
- Тимелія-криводзьоб маскова, Pomatorhinus ferruginosus
- Тимелія серподзьоба, Pomatorhinus superciliaris
- Тимелія-криводзьоб рудошия, Pomatorhinus ruficollis
- Тимелія-криводзьоб сивоголова, Pomatorhinus schisticeps
- Тимелія-криводзьоб рудощока, Erythrogenys erythrogenys
- Тимелія-криводзьоб буробока, Erythrogenys mcclellandi
- Тимелія-темнодзьоб вохриста, Stachyris nigriceps
- Тимелія-клинодзьоб чорновола, Stachyris humei

Родина: Pellorneidae
- Тимелія білоголова, Gampsorhynchus rufulus
- Альципа-крихітка жовтоброва, Schoeniparus cinereus
- Альципа-крихітка білоброва, Schoeniparus castaneceps
- Альципа рудовола, Schoeniparus rufogularis
- Альципа мала, Schoeniparus dubius
- Баблер рудоголовий, Pellorneum ruficeps
- Баблер білочеревий, Pellorneum albiventre
- Баблер вохристий, Pellorneum tickelli (A)
- Турдинула світлоброва, Napothera epilepidota
- Баблер довгодзьобий, Napothera malacoptila
- Turdinus abbotti
- Кущавниця велика, Graminicola bengalensis

Родина: Alcippeidae
- Альципа непальська, Alcippe nipalensis

Родина: Leiothrichidae
- Чагарниця гірська, Grammatoptila striata
- Кутія гімалайська, Cutia nipalensis
- Кратеропа попеляста, Argya striata
- Чагарниця чубата, Garrulax leucolophus
- Чагарниця горжеткова, Garrulax monileger
- Чагарниця рудогорла, Ianthocincla rufogularis
- Чагарниця лісова, Ianthocincla ocellata
- Чагарниця пекторалова, Pterorhinus pectoralis
- Чагарниця білогорла, Pterorhinus albogularis
- Тимельовець гімалайський, Pterorhinus ruficollis
- Тимельовець бутанський, Pterorhinus gularis
- Тимельовець білочеревий, Pterorhinus caerulatus
- Чагарниця бутанська, Trochalopteron imbricatum
- Чагарниця золотокрила, Trochalopteron subunicolor
- Чагарниця сизокрила, Trochalopteron squamatum
- Чагарниця чорнощока, Trochalopteron affine
- Чагарниця іржастоголова, Trochalopteron erythrocephalum
- Джоя руда, Heterophasia capistrata
- Джоя сиза, Heterophasia pulchella (A)
- Сибія довгохвоста, Heterophasia picaoides
- Мезія сріблястощока, Leiothrix argentauris
- Мезія жовтогорла, Leiothrix lutea
- Мінла рудохвоста, Minla ignotincta
- Джоя рудоспинна, Leioptila annectens
- Мінла карміновокрила, Liocichla phoenicea
- Сибія непальська, Actinodura nipalensis
- Сибія рудолоба, Actinodura egertoni
- Сіва, Actinodura cyanouroptera
- Мінла рудоголова, Actinodura strigula

Родина: Золотомушкові (Regulidae)
- Золотомушка жовточуба, Regulus regulus

Родина: Стінолазові (Tichodromidae)
- Стінолаз, Tichodroma muraria

Родина: Повзикові (Sittidae)
- Повзик каштановий, Sitta castanea
- Повзик гімалайський, Sitta himalayensis
- Повзик червонодзьобий, Sitta frontalis
- Повзик-білозір, Sitta formosa

Родина: Підкоришникові (Certhiidae)
- Підкоришник високогірний, Certhia hodgsoni
- Підкоришник гімалайський, Certhia himalayana (A)
- Підкоришник непальський, Certhia nipalensis
- Підкоришник вохристий, Certhia discolor

Родина: Воловоочкові (Troglodytidae)
- Волове очко, Troglodytes troglodytes

Родина: Elachuridae
- Баблер-рихтарик плямистий, Elachura formosa

Родина: Пронуркові (Cinclidae)
- Пронурок, Cinclus cinclus
- Пронурок бурий, Cinclus pallasii

Родина: Шпакові (Sturnidae)
- Майна золоточуба, Ampeliceps coronatus (A)
- Gracula religiosa
- Шпак звичайний, Sturnus vulgaris (A)
- Шпак рожевий, Pastor roseus (A)
- Шпак строкатий, Gracupica contra
- Шпачок брамінський, Sturnia pagodarum (A)
- Шпачок сіроголовий, Sturnia malabarica
- Майна індійська, Acridotheres tristis
- Майна берегова, Acridotheres ginginianus
- Майна джунглева, Acridotheres fuscus
- Мерл азійський, Saroglossa spilopterus

Родина: Дроздові (Turdidae)
- Лазурець, Grandala coelicolor
- Квічаль довгохвостий, Zoothera dixoni
- Квічаль гімалайський, Zoothera mollissima
- Квічаль тибетський, Zoothera salimalii
- Квічаль довгодзьобий, Zoothera marginata
- Квічаль гірський, Zoothera monticola
- Квічаль строкатий, Zoothera dauma
- Кохоа пурпуровий, Cochoa purpurea
- Кохоа зелений, Cochoa viridis
- Geokichla citrina
- Дрізд чорний, Turdus merula
- Дрізд сірокрилий, Turdus boulboul
- Дрізд індостанський, Turdus simillimus
- Дрізд індійський, Turdus unicolor
- Дрізд вузькобровий, Turdus obscurus
- Дрізд рододендровий, Turdus kessleri
- Дрізд тибетський, Turdus maximus
- Дрізд гімалайський, Turdus albocinctus
- Дрізд каштановий, Turdus rubrocanus
- Дрізд чорноволий, Turdus atrogularis
- Дрізд рудоволий, Turdus ruficollis
- Дрізд темний, Turdus eunomus (A)
- Дрізд Наумана, Turdus naumanni (A)

Родина: Мухоловкові (Muscicapidae)
- Мухоловка сибірська, Muscicapa sibirica
- Мухоловка руда, Muscicapa ferruginea
- Мухоловка бура, Muscicapa dauurica
- Мухоловка бамбукова, Muscicapa muttui (A)
- Тарабіла, Copsychus fulicatus
- Шама індійська, Copsychus saularis
- Шама білогуза, Copsychus malabaricus
- Мухоловка діамантова, Anthipes monileger
- Нільтава гімалайська, Cyornis magnirostris
- Нільтава бліда, Cyornis poliogenys
- Нільтава лазурова, Cyornis unicolor
- Нільтава синьоголова, Cyornis rubeculoides
- Нільтава велика, Niltava grandis
- Нільтава мала, Niltava macgrigoriae
- Нільтава рудочерева, Niltava sundara
- Niltava oatesi (A)
- Мухоловка бірюзова, Eumyias thalassinus
- Алікорто рудоспинний, Heteroxenicus stellatus
- Алікорто рудочеревий, Brachypteryx hyperythra (A)
- Алікорто малий, Brachypteryx leucophris
- Алікорто індиговий, Brachypteryx cruralis
- Соловейко білобровий, Larvivora brunnea
- Горихвістка короткокрила, Luscinia phaenicuroides
- Синьошийка, Luscinia svecica (A)
- Аренга велика, Myophonus caeruleus
- Вилохвістка гірська, Enicurus scouleri
- Вилохвістка білочуба, Enicurus leschenaulti
- Вилохвістка плямиста, Enicurus maculatus
- Вилохвістка чорноспинна, Enicurus immaculatus
- Вилохвістка маскова, Enicurus schistaceus
- Соловейко червоногорлий, Calliope calliope
- Соловейко білохвостий, Calliope pectoralis
- Соловейко біловусий, Calliope tschebaiewi
- Підпаленик білохвостий, Myiomela leucura
- Підпаленик синьолобий, Cinclidium frontale
- Синьохвіст гімалайський, Tarsiger rufilatus
- Синьохвіст рудоволий, Tarsiger hyperythrus
- Синьохвіст білобровий, Tarsiger indicus
- Синьохвіст золотистий, Tarsiger chrysaeus
- Мухоловка соснова, Ficedula erithacus
- Мухоловка гімалайська, Ficedula tricolor
- Мухоловка білоброва, Ficedula hyperythra
- Нільтава-крихітка, Ficedula hodgsoni
- Мухоловка сірощока, Ficedula strophiata
- Мухоловка сапфірова, Ficedula sapphira
- Мухоловка широкоброва, Ficedula westermanni
- Мухоловка ультрамаринова, Ficedula superciliaris
- Мухоловка північна, Ficedula albicilla
- Мухоловка кашмірська, Ficedula subrubra (A)
- Мухоловка мала, Ficedula parva
- Горихвістка синьолоба, Phoenicurus frontalis
- Горихвістка сиза, Phoenicurus fuliginosus
- Горихвістка водяна, Phoenicurus leucocephalus
- Горихвістка синьоголова, Phoenicurus coeruleocephala
- Горихвістка китайська, Phoenicurus hodgsoni
- Горихвістка білосмуга, Phoenicurus schisticeps
- Горихвістка червоночерева, Phoenicurus erythrogastrus (A)
- Горихвістка чорна, Phoenicurus ochruros
- Горихвістка сибірська, Phoenicurus auroreus
- Скеляр рудочеревий, Monticola rufiventris
- Скеляр білокрилий, Monticola cinclorhyncha
- Скеляр синій, Monticola solitarius
- Трав'янка велика, Saxicola insignis (A)
- Трав'янка білошия, Saxicola maurus
- Трав'янка чорна, Saxicola caprata
- Трав'янка сіра, Saxicola ferreus
- Кам'янка звичайна, Oenanthe oenanthe (A)
- Oenanthe isabellina (A)
- Кам'янка пустельна, Oenanthe deserti (A)
- Кам'янка лиса, Oenanthe pleschanka (A)

Родина: Квіткоїдові (Dicaeidae)
- Квіткоїд товстодзьобий, Dicaeum agile
- Квіткоїд смугастогрудий, Dicaeum chrysorrheum
- Dicaeum melanozanthum
- Квіткоїд індійський, Dicaeum erythrorhynchos
- Квіткоїд індокитайський, Dicaeum minullum
- Квіткоїд червоноволий, Dicaeum ignipectus
- Квіткоїд червоний, Dicaeum cruentatum

Родина: Нектаркові (Nectariniidae)
- Саїманга червонощока, Chalcoparia singalensis
- Маріка пурпурова, Cinnyris asiaticus
- Сіпарая гімалайська, Aethopyga ignicauda
- Сіпарая чорногруда, Aethopyga saturata
- Сіпарая жовточерева, Aethopyga gouldiae
- Сіпарая непальська, Aethopyga nipalensis
- Сіпарая червона, Aethopyga siparaja
- Павуколов малий, Arachnothera longirostra
- Павуколов смугастий, Arachnothera magna

Родина: Іренові (Irenidae)
- Ірена блакитна, Irena puella

Родина: Зеленчикові (Chloropseidae)
- Зеленчик золотолобий, Chloropsis aurifrons
- Зеленчик золоточеревий, Chloropsis hardwickii

Родина: Ткачикові (Ploceidae)
- Ткачик смугастий, Ploceus manyar
- Бая, Ploceus philippinus
- Ткачик великодзьобий, Ploceus megarhynchus
- Ткачик бенгальський, Ploceus benghalensis

Родина: Астрильдові (Estrildidae)
- Мунія гострохвоста, Lonchura striata
- Мунія іржаста, Lonchura punctulata

Родина: Тинівкові (Prunellidae)
- Тинівка альпійська, Prunella collaris
- Тинівка гімалайська, Prunella himalayana
- Тинівка рудовола, Prunella rubeculoides
- Тинівка рудоброва, Prunella strophiata
- Тинівка бліда, Prunella fulvescens (A)
- Тинівка тибетська, Prunella immaculata

Родина: Горобцеві (Passeridae)
- Горобець хатній, Passer domesticus
- Горобець рудий, Passer cinnamomeus
- Горобець польовий, Passer montanus

Родина: Плискові (Motacillidae)
- Плиска деревна, Dendronanthus indicus
- Плиска гірська, Motacilla cinerea
- Плиска жовта, Motacilla flava
- Плиска аляскинська, Motacilla tschutschensis
- Плиска жовтоголова, Motacilla citreola
- Плиска білоброва, Motacilla maderaspatensis
- Плиска біла, Motacilla alba
- Щеврик азійський, Anthus richardi
- Щеврик іржастий, Anthus rufulus
- Щеврик довгодзьобий, Anthus similis
- Щеврик забайкальський, Anthus godlewskii
- Щеврик польовий, Anthus campestris (A)
- Щеврик рожевий, Anthus roseatus
- Щеврик лісовий, Anthus trivialis (A)
- Щеврик оливковий, Anthus hodgsoni
- Щеврик червоногрудий, Anthus cervinus (A)
- Щеврик гірський, Anthus spinoletta (A)
- Щеврик американський, Anthus rubescens (A)

Родина: В'юркові (Fringillidae)
- Зяблик, Fringilla coelebs (A)
- В'юрок, Fringilla montifringilla (A)
- Коструба пекторалова, Mycerobas affinis
- Коструба плямистокрила, Mycerobas melanozanthos
- Коструба арчева, Mycerobas carnipes
- Чечевиця звичайна, Carpodacus erythrinus
- Смеречник вогнистий, Carpodacus sipahi
- Чечевиця гімалайська, Carpodacus pulcherrimus
- Чечевиця рожевогорла, Carpodacus edwardsii
- Чечевиця червоноброва, Carpodacus rodochroa
- Чечевиця високогірна, Carpodacus rubicilloides
- Чечевиця червоногорла, Carpodacus puniceus
- Смеречник гімалайський, Carpodacus subhimachalus
- Чечевиця білоброва, Carpodacus thura
- Pyrrhula nipalensis(інші мови)
- Pyrrhula erythrocephala(інші мови)
- Снігур сіроголовий, Pyrrhula erythaca
- Чечевиця китайська, Agraphospiza rubescens
- Кіпаль золотоголовий, Pyrrhoplectes epauletta
- Армілка гімалайська, Callacanthis burtoni (A)
- Procarduelis nipalensis(інші мови)
- Катуньчик арчевий, Leucosticte nemoricola
- Катуньчик перлистий, Leucosticte brandti
- Chloris spinoides(інші мови)
- Шишкар ялиновий, Loxia curvirostra
- Spinus thibetanus(інші мови)

Родина: Calcariidae
- Подорожник лапландський, Calcarius lapponicus (A)

Родина: Вівсянкові (Emberizidae)
- Вівсянка чубата, Emberiza lathami
- Вівсянка східна, Emberiza godlewskii (A)
- Вівсянка скельна, Emberiza buchanani (A)
- Вівсянка-крихітка, Emberiza pusilla
- Вівсянка-ремез, Emberiza rustica (A)
- Вівсянка сибірська, Emberiza spodocephala (A)